# Pseudotolida
Pseudotolida es un género de coleóptero de la familia Mordellidae.

## Especies
Las especies de este género son:
- Pseudotolida awana (Kôno, 1932)
- Pseudotolida ephippiata (Champion, 1891)
- Pseudotolida menoko (Kôno, 1932)
- Pseudotolida morimotoi Nomura, 1967
- Pseudotolida multisulcata Nomura, 1966
- Pseudotolida sinica Fan & Yang, 1995